# 卓越雜誌
《卓越雜誌》創刊於1984年9月，創辦人為徐立德，現任社長為徐邦浩。是以財經、科技、及企業經理人為導向的專業新聞雜誌。每期專題內容不僅針對企管、經濟進行專業的報導；同時也關心政治、健康、休閒、環保等話題。曾榮獲新聞局「金鼎獎」最佳刊物的肯定，每月發行量約五萬份。

## 章节标题
《卓越雜誌》主要報導台灣經濟金融、企業經營、產業趨勢等新聞。報導內容以經貿為經、財經及管理為緯。

《卓越雜誌》會定期推出「卓越銀行評比」、「卓越證券評比」、「卓越保險評比」、「卓越企業評比」等調查。

《卓越雜誌》採月刊形式發行，截至2021年7月27日止，共發行423期，於每月1日出刊。

## 外部連結
卓越雜誌官方網站 （页面存档备份，存于）
1. ↑  鄭芝珊. . 經濟日報. 2021-08-06  [2021-08-07]. （原始内容存档于2021-08-07）.